# Стрибки у воду на літніх Олімпійських іграх 2012
Змагання зі стрибків у воду на літніх Олімпійських іграх 2012 проходили з 29 липня по 11 серпня 2012 року у Лондонському Акватик-центрі. Програма змагань складалася з 8 дисциплін, по 4 серед чоловіків і жінок: стрибки з триметрового трампліна та десятиметрової вишки, і, відповідно, синхронні стрибки з триметрового трампліна та десятиметрової вишки. У змаганнях взяло участь 135 спортсменів із 25 країн.

## Медалі

### Медальний залік
| Місце  | Країна                | Золото | Срібло | Бронза | Загалом |
| ------ | --------------------- | ------ | ------ | ------ | ------- |
| 1      | Китай (CHN)           | 6      | 3      | 1      | 10      |
| 2      | США (USA)             | 1      | 1      | 2      | 4       |
| 3      | Росія (RUS)           | 1      | 1      | 0      | 2       |
| 4      | Мексика (MEX)         | 0      | 2      | 1      | 3       |
| 5      | Австралія (AUS)       | 0      | 1      | 0      | 1       |
| 6      | Канада (CAN)          | 0      | 0      | 2      | 2       |
| 7      | Велика Британія (GBR) | 0      | 0      | 1      | 1       |
| 7      | Малайзія (MAS)        | 0      | 0      | 1      | 1       |
| Всього | Всього                | 8      | 8      | 8      | 24      |

### Чоловіки
| Дисципліна                        | Золото                             | Срібло                                  | Бронза                              |
| --------------------------------- | ---------------------------------- | --------------------------------------- | ----------------------------------- |
| 3 м трамплін                      | Ілля Захаров · Росія (RUS)         | Цінь Кай · Китай (CHN)                  | Хе Чун · Китай (CHN)                |
| 10 м вишка                        | Девід Бодая · США (USA)            | Цю Бо · Китай (CHN)                     | Том Дейлі · Велика Британія (GBR)   |
| Синхронні стрибки з 3 м трампліна | Китай (CHN) Ло Юйтун Цінь Кай      | Росія (RUS) Ілля Захаров Євген Кузнецов | США (USA) Трой Дюмей Крістіан Іпсен |
| Синхронні стрибки з 10 м вишки    | Китай (CHN) Цао Юань Чжан Яньцюань | Мексика (MEX) Іван Гарсія Херман Санчес | США (USA) Девід Бодая Нік Маккрорі  |

### Жінки
| Дисципліна                        | Золото                          | Срібло                                        | Бронза                                      |
| --------------------------------- | ------------------------------- | --------------------------------------------- | ------------------------------------------- |
| 3 м трамплін                      | У Мінься · Китай (CHN)          | Хе Цзи · Китай (CHN)                          | Лаура Санчес · Мексика (MEX)                |
| 10 м вишка                        | Чень Жолінь · Китай (CHN)       | Бріттані Бробен · Австралія (AUS)             | Панделела Рінонг · Малайзія (MAS)           |
| Синхронні стрибки з 3 м трампліна | Китай (CHN) Хе Цзи У Мінься     | США (USA) Келсі Браянт Абігайл Джонстон       | Канада (CAN) Дженніфер Абель Емілі Гейманс  |
| Синхронні стрибки з 10 м вишки    | Китай (CHN) Чень Жолінь Ван Хао | Мексика (MEX) Паола Еспіноса Алехандра Ороско | Канада (CAN) Мейган Банфето Розелін Фільйон |

## Виноски
1. ↑  Diving page of the 2012 Olympics website (www.london2012.com); retrieved 2012-06-15.
2. ↑  Qualification System — Games of the XXX Olympiad: Diving [Архівовано 3 лютого 2012 у Wayback Machine.]. Published by FINA in 2011-05; retrieved 2012-06-15.